# Temba Bavuma
Temba Bavuma (nacido el 17 de mayo de 1990) es un jugador de críquet sudafricano. También es el primer capitán negro en el cricket sudafricano. Bavuma también fue el segundo jugador de críquet sudafricano en anotar un siglo en el debut de One Day International, cuando anotó 113 carreras contra Irlanda en septiembre de 2016. En mayo de 2017, Bavuma ganó el Premio a la Excelencia en los premios anuales de Cricket Sudáfrica.

## Primeros años y carrera
Bavuma se crio en la intensa cultura del cricket de Langa: Bavuma, Thami Tsolekile y Malusi Siboto son todos de la misma calle. Bavuma se educó en South African College Junior School en Newlands, y en la escuela secundaria Marist Inanda High School de St David en Sandton. Se convirtió en el segundo jugador de cricket sudafricano en anotar un siglo en el debut de One Day International con 113 contra Irlanda el 25 de septiembre de 2016. 
El 26 de diciembre de 2014, Bavuma hizo su debut en Test Cricket para Sudáfrica contra Indias occidentales. El 25 de septiembre de 2016, hizo su debut en One Day International contra Irlanda. El 18 de septiembre de 2019, Bavuma hizo su debut en Twenty20 con Sudáfrica contra India. 
En marzo de 2021, Cricket Sudáfrica anunció que Bavuma había sido nombrado capitán de One Day International y Twenty20 de Sudáfrica.

## Premios
- Premio a la excelencia en los premios anuales de Cricket Sudáfrica 2017.[12]
- Premios anuales CSA, nominado para el Jugador de críquet de pruebas del año de Sudáfrica y el Jugador de críquet masculino del año 2021 de Sudáfrica.[13]